# Прапор Підволочиського району
Пра́пор Підволочи́ського райо́ну — офіційний символ Підволочиського району Тернопільської області, затверджений 20 квітня 2005 року рішенням сесії Підволочиської районної ради.

## Опис
Прапор являє собою прямокутне синє полотнище зі співвідношенням сторін 2:3, що має по краям жовті смуги; їх співвідношення — 1:2:1. У центрі розміщено зображення жовтого янгола з піднятою правицею.